# 趙甲濟
趙甲濟（韓語：조갑제，1945年10月24日—）是韓國媒體人、作家和反共主義人士、右翼運動家。趙氏出生於日本埼玉縣，進入媒體界工作後歷任《朝鮮日報》、《月刊朝鮮》記者和主編。他在媒體生涯中曾編寫過數個議題性的重大報導，包括1980年光州事件、1979年釜馬民主抗爭前現採訪、及美國中情局在韓活動史等專題，他也是首位撰文公開北朝鮮間諜金賢姬犯案過程、前韓國戒嚴司令鄭昇和上將回憶錄及前韓國總統全斗煥政變過程的記者:p286-288。

## 著作
- 金大中的身份（김대중의정체）
- 有故
- 将军之夜（与郑昇和合著）
- 내 무덤에 침을 뱉어라（朴正熙的一代記）